# Carântono Marítimo
Carântono Marítimo (em francês: Charente-Maritime) é um departamento do sudoeste de França localizado na região da Nova Aquitânia. A sua capital é a cidade de La Rochelle.

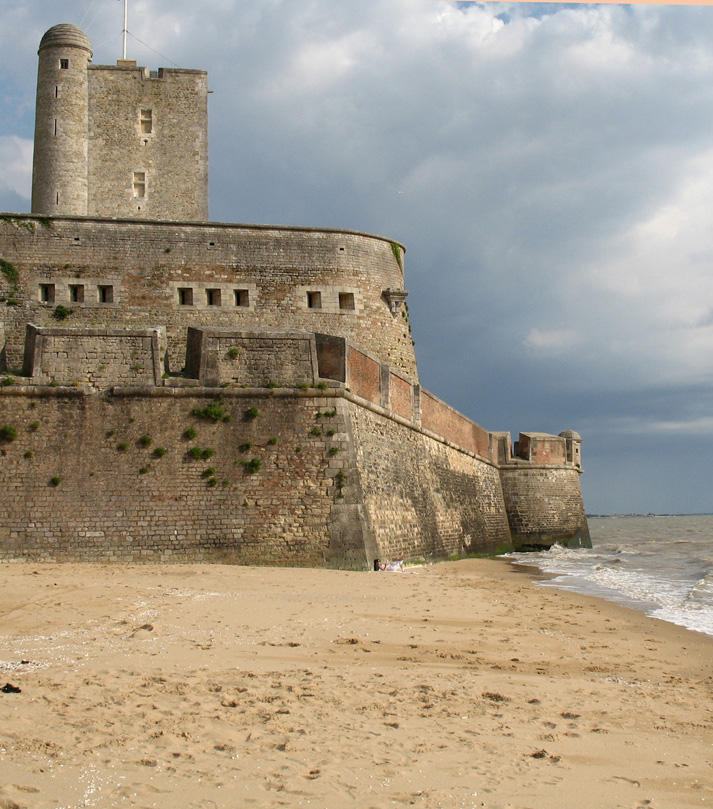
Fortaleza Vauban, Fouras

## História
Anteriormente uma parte das províncias de Saintonge e Aunis, Charente-Inférieure foi um dos 83 departamentos originais criados durante a Revolução Francesa em 4 de março de 1790.  Em 4 de setembro de 1941, durante a Segunda Guerra Mundial, foi renomeado como Charente-Maritime.
Quando o departamento foi organizado pela primeira vez, a comuna de Saintes foi designada como a prefeitura do departamento (Saintes tinha sido anteriormente a capital de Saintonge). Isso mudou em 1810, quando Napoleão aprovou um decreto imperial para mudar a prefeitura para La Rochelle.
Durante a Segunda Guerra Mundial, o departamento foi invadido pelo exército alemão e tornou-se parte da França ocupada. Para fornecer defesa contra um possível desembarque na praia pelos Aliados, a Organização Todt construiu uma série de defesas marítimas na área. Defesas como casamatas são particularmente perceptíveis nas praias da presqu'île d'Arvert e na ilha de Oléron.

No final da guerra, os dois últimos bolsões de resistência alemã estavam ambos nesta área: em La Rochelle, no norte, e Royan, no sul. Apesar de Royan ter sido quase destruída durante um bombardeio da RAF em 5 de janeiro de 1945,  cidade não foi libertada pelas Forças Francesas do Interior até abril do mesmo ano. La Rochelle foi finalmente libertada em 9 de maio de 1945.